# وسردو
وسردو (به لاتین: Vassérédou) یک منطقهٔ مسکونی در گینه است که در Nzérékoré Region واقع شده‌است.